# Hermann Bohrer
Hermann Bohrer (* 1956 oder 1957 in Klingenmünster) ist ein Politiker (SPD). Von 1999 bis 2023 war er Bürgermeister der Verbandsgemeinde Bad Bergzabern.

## Biographie
Bohrer besuchte von 1963 bis 1967 die Volksschule in Klingenmünster und im Anschluss bis 1976 das Gymnasium in Bad Bergzabern. Danach studierte er bis 1984 an der Karlsruher Universität Bauingenieurswesen für Städtebau, Landesplanung und Wasserwirtschaft und war ab 1985 für das Ingenieurbüro Kittelberger GmbH in Ludwigshafen am Rhein tätig, ehe er 1990 Leiter der Niederlassung Rastatt wurde.
Von 1984 bis 1999 gehörte er dem Gemeinderat von Klingenmünster an und war von 1994 bis 1999 Beigeordneter. Von 1989 bis 1999 gehörte er dem Verbandsgemeinderat an. Er gehörte ab 1999 dem Kreistag des Landkreises Südliche Weinstraße an. 1999 wurde er zum Bürgermeister der Verbandsgemeinde Bad Bergzabern gewählt und 2007 sowie 2015 in diesem Amt bestätigt. 2022 trat er nicht mehr an. Am 1. Mai des Folgejahres schied er aus dem Amt aus.

## Weitere Mitgliedschaften und Ämter
- Vizepräsident der Tourismusgemeinschaft „Vis-a-Vis“ Baden-Elsass-Pfalz
- Tourismusverein Südliche Weinstrasse Bad Bergzabern e. V.
- Verein der Freunde der Kinder- und Jugendpsychiatrie e. V.